# Solina-Stausee
Der Solina-Stausee (polnisch Jezioro Solińskie) liegt im Powiat Leski in den Beskiden im südlichen Polen beim Bieszczady-Nationalpark. Flussabwärts liegt der Stausee Jezioro Myczkowskie.

## Beschreibung

### Stausee
Hinter der 81,8 Meter hohen Staumauer wird das Wasser des San sowie kleinerer Zuflüsse aufgestaut. Bei Vollstau beinhaltet der Stausee 11 Millionen Kubikmeter Wasser. Die Wasserfläche beträgt dann 22 Quadratkilometer (2200 Hektar). Mit seinen 472 Millionen Kubikmeter Volumen (auch 474 Mio. m³ werden genannt) ist er der größte Stausee Polens. Das Wasser ist bis zu 60 m tief. Beim Einstau wurden die Dörfer Solina, Telesnica Sanna, Horodek, Sokole, Chrewt und ein Großteil von Wolkowyja überflutet. Der See hat zahlreiche Arme und Buchten.

### Staumauer
Die Staumauer vom Typ Gewichtsstaumauer ist mit 81,8 m die höchste in Polen und hat eine Kronenlänge von 664 m. Unterhalb des Sees befindet sich ein Pumpspeicherkraftwerk mit vier Turbinen und einer Leistung von 200 Megawatt.

## Geschichte
Der Stausee wurde 1968 durch die Stauung des San angelegt und geflutet. Er wird sowohl als Badesee als auch als Schutzspeicher gegen Überflutungen sowie als Wasserkraftwerk genutzt.

## Tourismus
Am Ufer des Sees befinden sich mehrere Strände und Marinas. Am Ufer bieten sich Möglichkeiten zum Windsurfen und für andere Wassersportarten. Die beliebtesten Ferienorte am Rande des Sees sind Solina und Polańczyk.